# Вальц, Кристоф
Кри́стоф Вальц (нем. Christoph Waltz [ˈkrɪstɔf ˈvalts]; род. 4 октября 1956, Вена, Австрия) — австрийский актёр и режиссёр, получивший широкую известность благодаря роли штандартенфюрера СС Ганса Ланды в фильме Квентина Тарантино «Бесславные ублюдки». За эту же роль был удостоен всевозможных кинопремий, включая «Оскар», «Золотой глобус», BAFTA и приз Каннского кинофестиваля.
Позже продолжил сотрудничество с Тарантино, сыграв доктора Кинга Шульца в его вестерне «Джанго освобождённый». Это перевоплощение было отмечено вторыми премиями «Оскар», «Золотой глобус» и BAFTA. В 2019 году состоялась премьера срежиссированного Вальцем фильма «Худший брак в Джорджтауне».

## Биография
Кристоф Вальц родился в семье кинематографистов. Его родители — немец Йоханнес Вальц (1922—1964) и австрийка Элизабет Урбанчич (1925—2021) — были художниками по костюмам, дед и бабушка были театральными актёрами. Другой дед — психолог Рудольф Урбанчич. Окончил театральный семинар имени Макса Рейнхардта (собственно актёрский факультет Венского университета музыки и театра), затем учился в Нью-Йорке в институте Ли Страсберга.
В начале карьеры агент Вальца предостерегал его от участия в американских проектах, напоминая, что в Голливуде австрийский актёр всю оставшуюся жизнь будет вынужден играть нацистов в фильмах о войне.
С конца 1970-х годов широко снимался в различных телесериалах, по большей части детективных. Сыграл небольшую роль в фильме Кшиштофа Занусси «Жизнь за жизнь» (1991). Российский зритель мог видеть его в австрийском телесериале «Комиссар Рекс». В 1996 году Кристоф Вальц сыграл маньяка Мартина Вульфа — «Кукольного убийцу» в одноимённой серии 3 сезона сериала.
В фокус внимания публики и специалистов тем не менее Вальц попал лишь в 2009 году в роли штандартенфюрера СС Ганса Ланды в фильме «Бесславные ублюдки» Квентина Тарантино. За эту роль он был признан лучшим актёром на Каннском кинофестивале 2009 года, а в январе 2010 года удостоен премии «Золотой глобус» за лучшую мужскую роль второго плана.
Также за эту роль получил премию Американской ассоциации кинокритиков, кинопремию Американской гильдии киноактёров, премии «Оскар» и BAFTA как лучший актёр второго плана.

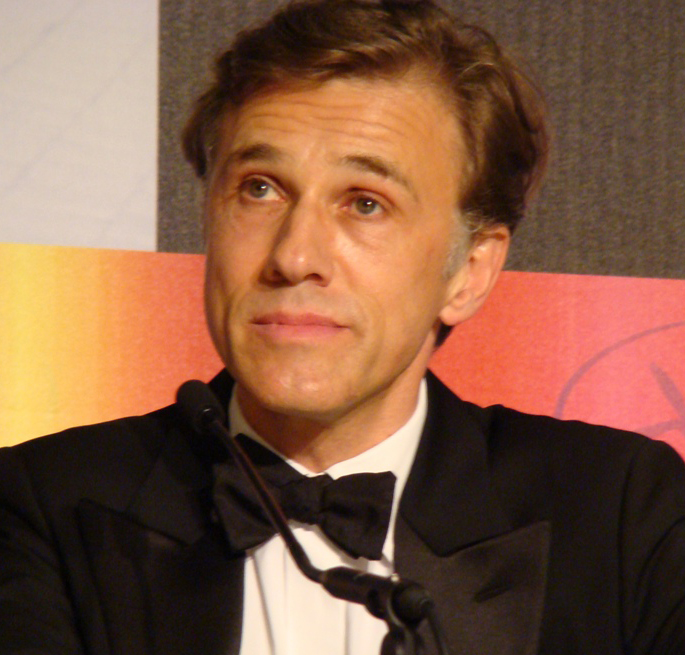
Кристоф Вальц на Каннском кинофестивале 2009 года

Вспоминая о своём персонаже, Кристоф Вальц говорил:
Для меня Ланда особенно интересен тем, что он абсолютно цельный персонаж, в нем множество разнородных черт, но все они гармонично соединены. Это единство меня и поразило. Ланда — не скучный постмодернистский, мозаичный персонаж, а живой человек с ярким характером и нестандартными умственными способностями.
В процессе съемок я был буквально заворожен разнообразием языков, на которых мне приходилось говорить. Причем я думал не о языках как таковых, а о том, как они соотносятся с личностью моего персонажа, как влияют на него. Почему Ланда использует столько языков и почему в определенные моменты он резко переходит с одного на другой? Это очень интересный феномен. Здесь отражен перформативный аспект языка, то, как с его помощью можно создавать целый мир. Один человек сказал мне, что для него «Бесславные ублюдки» — фактически фильм о языковом разнообразии. Эта картина показывает, на что способен язык в целом и киноязык в частности.
Для меня «Бесславные ублюдки», в которых события второй мировой явно искажены, — своеобразный ответ недавно прошедшей волне псевдореалистических фильмов о войне и нацистах, многие из которых были сняты в Германии.
Честно говоря, когда я впервые прочел сценарий, меня тоже одолели сомнения. Казалось просто нелепым снимать такую картину. Признаюсь, я даже подумал: «Они что там, с ума все посходили?» Я поделился этими мыслями со своим агентом, на что он ответил: «Да, да, я тебя понимаю. Но прочти сценарий еще раз и не забывай, что его снимает Тарантино». Я пошел, купил все фильмы Квентина и пересмотрел их. И только после этого понял, что упустил из внимания главное. Фильмы Квентина — не просто развлечение, они настоящие произведения искусства. В них режиссёр раскрывает возможности киноязыка, использует разные приемы и доказывает, что кино — поистине одно из самых богатых и выразительных искусств. Осознав это, я снова прочел сценарий и на этот раз был в восторге.
В марте 2010 года кинокомпания Fox International Prods объявила, что Вальц выступит режиссёром киноленты «Вверх и вдаль» (нем. «Auf und Davon»). Картина будет снята в жанре комедии.
В 2011 году в прокат вышли четыре фильма с участием Вальца: комедийный боевик «Зелёный Шершень», драма «Воды слонам!», трагикомедия «Резня» и экранизация романа Дюма «Мушкетёры», в которой Вальц исполнил роль кардинала Ришельё.
Сотрудничество с Тарантино вылилось в новый проект — вестерн «Джанго освобождённый» (2012), в котором Вальц исполнил роль иммигранта из Германии доктора Кинга Шульца. Эта крайне положительно принятая актёрская работа снова принесла Вальцу «Золотой глобус», BAFTA и «Оскар».
В 2013 году вошёл в состав жюри 66-го Каннского кинофестиваля, а в 2014 был избран одним из членов жюри 64-го Берлинского кинофестиваля.
1 декабря 2014 года на голливудской «Аллее славы» появилась именная звезда Кристофа Вальца за выдающийся вклад в кинематограф. 15 декабря в Нью-Йорке состоялась мировая премьера драмы «Большие глаза» с Эми Адамс и Кристофом Вальцем, за роль в которой актёр получил номинацию на Золотой глобус, а 21 ноября — комедии «Несносные боссы 2», в которой Вальц сыграл Берта Хэнсона.
В 2015 году актёра можно было увидеть в фильме «007: Спектр». Он вернулся к роли Эрнста Ставро Блофельда и в продолжении, вышедшем в 2021 году.
В период с 2016 по 2019 год на большие экраны вышли 4 проекта при участии Вальца: «Тарзан. Легенда», «Тюльпанная лихорадка», «Короче» и «Алита: Боевой ангел».
31 декабря 2020 года в российский прокат вышла новая комедия Вуди Аллена «Фестиваль Рифкина» с Вальцем в роли Смерти. В картине также сыграли Уоллес Шон, Джина Гершон и Луи Гаррель. Сюжет ленты разворачивается на кинофестивале в Сан-Себастьяне.

## Личная жизнь
От первого брака с психологом из Нью-Йорка Джеки Вальц у актёра есть трое взрослых детей: дочери Мириам и Рэйчел, и сын Леон, которые живут в Израиле. Сын Вальца служит раввином.
Вальц женат вторым браком на художнице по костюмам Юдит Хольсте, у них есть дочь 2005 года рождения. Актёр живёт попеременно в Лондоне, Берлине и Лос-Анджелесе.
Через своего отчима, Александра Штейнбрехера, Вальц связан с известным австрийским кинорежиссёром Михаэлем Ханеке, которому Штейнбрехер также приходился отчимом.
Вальц свободно владеет английским, французским и немецким языками, также говорит на итальянском.

## Фильмография
| Год       | Название                                    | Оригинальное название                                                    | Роль                  |
| --------- | ------------------------------------------- | ------------------------------------------------------------------------ | --------------------- |
| 1979      | Условно-досрочное освобождение в Чикаго     | Parole Chicago (ТВ)                                                      | Eduard "Ede" Bredo    |
| 1981      | Стойка на голове                            | Kopfstand                                                                | Маркус Дорн           |
| 1982      | Пламя и меч: Легенда о Тристане и Изольде   | Feuer und Schwert — Die Legende von Tristan und Isolde                   | Тристан               |
| 1986      |                                             | Wahnfried                                                                | Ницше                 |
| 1995      | Екатерина Великая                           | Katharina die Große                                                      | Мирович               |
| 1995      | Принца устранят                             | Prinz zu entsorgen (ТВ)                                                  | Роман                 |
| 1995      | Ищу женщину                                 | Man(n) sucht Frau (ТВ)                                                   | Кристоф               |
|           |                                             |                                                                          |                       |
| 1996      | Комиссар Рекс (сериал)                      | Kommissar Rex                                                            | Мартин Вульф          |
| 1996      | Турист                                      | Der Tourist (ТВ)                                                         | Штефан Гернер         |
| 1996      | Ты — не только                              | Du bist nicht allein — Die Roy Black Story (ТВ)                          | Рой Блек              |
| 1997      | Брат нашего Бога                            | Our God’s Brother                                                        | Макс                  |
| 1998      | Кошмар Вики                                 | Vickys Alptraum (ТВ)                                                     | Джонни                |
| 1998      | Шок                                         | Schock — Eine Frau in Angst (ТВ)                                         | комиссар Кауль        |
| 1998      | 7 лун                                       | Sieben Monde (ТВ)                                                        | пекарь                |
| 1998      | Финал                                       | Das Finale (ТВ)                                                          | Кант                  |
| 1998      | Странное поведение                          | Das merkwürdige Verhalten geschlechtsreifer Großstädter zur Paarungszeit | Чарли                 |
| 1998      | Месть для моего мертвого ребёнка            | Rache für mein totes Kind (ТВ)                                           | Пауль                 |
| 1998      | Убийственное наследство — обмен с мертвецом | Mörderisches Erbe — Tausch mit einer Toten (ТВ)                          | Мориц Финк            |
| 1999      | Невеста                                     | Die Braut                                                                | герцог Карл Август    |
| 1999      | Рисунок                                     | Dessine-moi un jouet (ТВ)                                                | Клаус Герман          |
| 2000      | Восточный экспресс                          | Death, Deceit and Destiny Aboard the Orient Express                      | Тарик Саад            |
| 2000      | Обыкновенный преступник                     | Ordinary Decent Criminal                                                 | Питер                 |
| 2000      | Падающие скалы                              | Falling Rocks                                                            | Луис                  |
| 2000      | Чертовка                                    | Das Teufelsweib (ТВ)                                                     | работник              |
| 2000      | Посланник королевы                          | Queen’s Messenger                                                        | Бен Самм              |
| 2001      | Ангел ищет крыло                            | Engel sucht Flügel (ТВ)                                                  | Каспари               |
| 2001      |                                             | Riekes Liebe (ТВ)                                                        | тренер Карлхофф       |
| 2001      | Танец с дьяволом — Похищение Рихарда Эткера | Der Tanz mit dem Teufel — Die Entführung des Richard Oetker              | Дитер Цилов           |
| 2001      | Дориан Грей. Дьявольский портрет            | Dorian                                                                   | Рольф Штайнер         |
| 2001      | Она                                         | She                                                                      | Михаэль Финции        |
| 2002      | Командировка — что за ночь!                 | Dienstreise — Was für eine Nacht (ТВ)                                    | Клаус-Дитер Леманн    |
| 2002      | Требуется Санта                             | Weihnachtsmann gesucht                                                   | Йоханнес Бехмк        |
| 2002—2009 | Под подозрением                             | Unter Verdacht (сериал)                                                  | Томас Зель            |
| 2003      | Страх старой обезьяны                       | Der alte Affe Angst                                                      | аналитик              |
| 2003      | Охота на мужчину огней                      | Jagd auf den Flammenmann (ТВ)                                            | Бриски                |
| 2003      | Пешеходное кольцо                           | Der Fall Gehring (ТВ)                                                    | Мартин Бах            |
| 2003      | 2 дня надежды                               | Zwei Tage Hoffnung (ТВ)                                                  | Михаэль Берг          |
| 2003      | Когда страшно стрелять                      | Schussangst                                                              | Джоаннсен             |
| 2003      | Тигровые глаза считаются лучшими            | Tigeraugen sehen besser (ТВ)                                             | доктор Тило Рюлов     |
| 2003      | Берлинский блюз                             | Herr Lehmann                                                             | доктор                |
| 2003      | Дженнервин                                  | Jennerwein (ТВ)                                                          | Pföderl               |
| 2004—2008 | Слон — убийство не имеет давности           | Der Elefant — Mord verjährt nie (сериал)                                 | Рихард Земан          |
| 2004      | Убийственный поиск                          | Mörderische Suche (ТВ)                                                   | Рихард Бенедек        |
| 2004      | Симпатичные вдовы лучше целуются            | Schöne Witwen küssen besser                                              | Жан-Франц             |
| 2004      | Мужчины — жертвы развода                    | Scheidungsopfer Mann (ТВ)                                                | Бенедикт              |
| 2006      | Лазурит в глазу медведя                     | Lapislazuli — Im Auge des Bären                                          | Церний                |
| 2006—2007 | Специалисты: уголовная полиция Майн-Рейна   | Die Spezialisten: Kripo Rhein-Main (ТВ)                                  | Андреас Зеннер        |
| 2006      | Чутье францисканских мужчин                 | Franziskas Gespür für Männer (ТВ)                                        | Карл Левен            |
| 2007      | Колдовство                                  | Die Verzauberung (ТВ)                                                    | доктор Хельмут Барр   |
| 2007      | Помолвка в Цюрихе                           | Die Zürcher Verlobung — Drehbuch zur Liebe (ТВ)                          | Франк Арбогаст        |
| 2008      | Долина смертной тени                        | Das jüngste Gericht                                                      | Питерс                |
| 2008      | Тайна в лесу                                | Das Geheimnis in Wald                                                    | Ганс Кортманн         |
| 2009      | Бесславные ублюдки                          | Inglourious Basterds                                                     | Ганс Ланда            |
| 2011      | Зелёный Шершень                             | Green Hornet                                                             | Чуднофски             |
| 2011      | Воды слонам!                                | Water for elephants                                                      | Август Розенблют      |
| 2011      | Мушкетёры                                   | Three Musketeers, the                                                    | кардинал Ришельё      |
| 2011      | Резня                                       | Carnage                                                                  | Алан                  |
| 2012      | Джанго освобождённый                        | Django Unchained                                                         | Кинг Шульц            |
| 2013      | Теорема Зеро                                | The Zero Theorem                                                         | Коэн Лет              |
| 2013      | Эпик                                        | Epic                                                                     | Мандрейк (озвучка)    |
| 2014      | Маппеты 2                                   | Muppets Most Wanted                                                      | камео                 |
| 2014      | Большие глаза                               | Big Eyes                                                                 | Уолтер Кин            |
| 2014      | Несносные боссы 2                           | Horrible Bosses 2                                                        | Берт Хэнсон           |
| 2015      | 007: Спектр                                 | Spectre                                                                  | Эрнст Ставро Блофельд |
| 2016      | Тарзан. Легенда                             | The Legend of Tarzan                                                     | Капитан Ром           |
| 2017      | Тюльпанная лихорадка                        | Tulip Fever                                                              | Корнелис Сандвоорт    |
| 2017      | Короче                                      | Downsizing                                                               | Душан Миркович        |
| 2019      | Алита: Боевой ангел                         | Alita: Battle Angel                                                      | доктор Дайсон Идо     |
| 2019      | Худший брак в Джорджтауне                   | Georgetown                                                               | Ульрих Мотт           |
| 2019      | Однажды... Тарантино                        | QT8: The First Eight                                                     | Камео                 |
| 2020      | Фестиваль Рифкина                           | Rifkin’s Fistival                                                        | Смерть                |
| 2020      | Самая опасная игра                          | Most Dangerous Game                                                      | Майлз Селларс         |
| 2021      | Постановка                                  | Staged                                                                   | В роли самого себя    |
| 2021      | Не время умирать                            | No Time to Die                                                           | Эрнст Ставро Блофельд |
| 2021      | Французский вестник                         | The French Dispatch                                                      | Пол Дюваль            |
| 2022      | Пиноккио Гильермо дель Торо                 | Guillermo del Toroʼs Pinocchio                                           | граф Вольпе           |
| 2022      | Умереть за доллар                           | Dead for a Dollar                                                        | Макс Борлунд          |
| 2023      | Бюро магических услуг                       | The Portable Door                                                        | Хамфри Уэллс          |
| 2023      | Консультант (сериал)                        | The Consultant                                                           | Регус Патофф          |
| 2024      | Киллер в отставке                           | Old Guy                                                                  | Дэнни Долински        |
| 2025      | Дракула: История любви                      | Dracula: A Love Tale                                                     | священник             |
| 2025      | Франкенштейн                                | Frankenstein                                                             | доктор Преториус      |

## Награды

### 1997
- Приз баварского телевидения (Bayerischer Fernsehpreis)

### 2002
- Adolf-Grimme-Preis

### Награды за фильм «Бесславные ублюдки»

#### 2009
- Каннский кинофестиваль в номинации «Лучшая мужская роль» — победитель

#### 2010
- Премия Британской академии в номинации «Лучшая мужская роль второго плана» — победитель
- «Золотой глобус» в номинации «Лучшая мужская роль второго плана» — победитель
- «Оскар» в номинации «Лучшая мужская роль второго плана» — победитель

### Награды за фильм «Джанго освобождённый»

#### 2013
- Премия Ассоциации кинокритиков Лос-Анджелеса в номинации «Лучшая мужская роль второго плана» — номинант
- Премия Общества кинокритиков Бостона в номинации «Лучшая мужская роль второго плана» — номинант
- Премия Общества кинокритиков Сан-Диего в номинации «Лучшая мужская роль второго плана» — победитель
- «Оскар» в номинации «Лучшая мужская роль второго плана» — победитель
- Премия Британской академии в номинации «Лучшая мужская роль второго плана» — победитель
- «Золотой глобус» в номинации «Лучшая мужская роль второго плана» — победитель
- Премия Общества кинокритиков Сент-Луиса в номинации «Лучшая мужская роль второго плана» — победитель